# Lettre à Momo
Lettre à Momo (ももへの手紙, Momo e no Tegami) est un film d'animation japonais écrit, dessiné et réalisé par Hiroyuki Okiura, sorti au Japon le 21 avril 2012.

## Synopsis
L'histoire se déroule dans le Japon contemporain. Momo est une jeune fille qui vit avec sa mère. De son père disparu, elle a conservé une dernière lettre à peine commencée, où ne sont écrits que les mots  : « Chère Momo... ». Momo et sa mère viennent de quitter Tokyo pour s'installer sur les côtes de la mer intérieure du Japon, dans une ville environnée de somptueux paysages naturels. Mais Momo ne peut s'empêcher de se demander ce que son père voulait lui dire dans cette dernière lettre. Un jour, elle découvre par hasard, dans le grenier de la maison, un vieux manuscrit étrange. Cette découverte déclenche une série d'événements surnaturels.

## Fiche technique
- Titre français : Lettre à Momo
- Titre original : ももへの手紙 (Momo e no Tegami)
- Titre international : A letter to Momo[2]
- Réalisation : Hiroyuki Okiura
- Scénario : Hiroyuki Okiura
- Musique : Mina Kubota
- Storyboard : Hiroyuki Okiura
- Direction de l'animation : Masashi Andō
- Animateurs clés : Hiroyuki Aoyama, Takeshi Honda, Ei Inoue, Toshiyuki Inoue, Tetsuya Nishio
- Sociétés de production : Production IG, Kadokawa Pictures.
- Pays de production :  Japon
- Langue originale : japonais
- Format : couleur
- Dates de sortie : 
  - Japon : 21 avril 2012
  - France : 5 juin 2012 (Festival d'Annecy), 25 septembre 2013 (sortie nationale)

## Production
Hiroyuki Okiura travaille sur le projet pendant près de sept ans.

## Distribution

### Voix originales
- Karen Miyama : Momo Miyaura
- Toshiyuki Nishida : Iwa
- Yuka : Ikuko Miyaura
- Chō : Mame
- Daizaburo Arakawa : Kazuo Miyaura
- Gōki Ogawa : Koichi
- Ikuko Tani : Arrière-grand-mère
- Katsuki Hashimoto : Umi
- Kōichi Yamadera : Kawa
- Kota Fuji : Yota
- Yoshisada Sakaguchi : Arrière-grand-père
- Amaha Fujimura : garçon C
- Aya Tanaka : garçon B
- Hiromu Miyazaki : présentateur TV
- Hiroshi Naka : père de Yota
- Keiko Fukushima : Island Speaker
- Koujirou Takahashi : boutiquier
- Mayu Mitsudo : fille
- Michiko Yamamoto : Yasue
- Motokiyo Takada : garçon A
- Noboru Yamaguchi : présentateur météo
- Yoshihiro Okada : Client
- Yoshimasa Hosoya : Opérateur de téléphone
- Yoshinobu Maeda : Résident

### Voix françaises
- Aaricia Dubois : Momo Miyaura
- Jean-Michel Vovk : Iwa
- Maia Baran : Ikuko Miyaura, mère de Momo
- Alayin Dubois : Umi
- Carine Seront : Grand-Tante
- Claire Tefnin : Fillette T-Shirt Jaune
- Damien Locqueneux : Garçon Short Rouge
- Déborah Rouach : Garçon T-Shirt Bleu
- Franck Dacquin : Père de Yota; Policier
- Gauthier de Fauconval : Kawa
- Grégory Praet : Yota
- Jean-Paul Dermont : Grand-Oncle
- Michel Gervais : Grand-Père de Yota
- Monia Douieb : Mère de Yota
- Nathalie Hons : Sœur Infirmière
- Peppino Capotondi : Mame
- Pierre Lognay : Kōichi
- Stéphane Flamand : Garçon T-Shirt Blanc

Voix française
- Studio : C You Soon
- Directeur de doublage : Lionel Bourguet
- Adaptation : Dimitri Botkine, Hélène Grisvard